# 静安寺街道
静安寺街道（せいあんじ-かいどう）は、中華人民共和国上海市静安区に位置する街道弁事処。静安区の西南部に位置し、面積1.57平方km、人口58501人。21の居委会を管轄する。
静安寺街道管轄区域は歴史上の高級住宅区で、南京西路、北京西路、華山路、愚園路はみな有名な大通りで、華山病院、華東病院はこのところに位置する。1980年代以後、ヒルトンホテルのほか多くの高級ホテルが集中し、次第に高いビルが林立している景観に変化している。
静安寺街道管轄区域内には、有名な静安寺とキリスト教の新恩堂がある。